# Chapelle Sainte-Catherine d'Attard
La chapelle Sainte-Catherine est une chapelle catholique située à Attard, à Malte.

## Historique
Construite en 1959 par les sœurs dominicaines, elle accueille aujourd'hui des personnes âgées.